# Gerbillus
Gerbillus är ett släkte gnagare i underfamiljen ökenråttor (Gerbillinae) med 40 till 60 arter som förekommer i norra och östra Afrika samt i sydvästra och södra Asien.

## Utseende
Arterna når en kroppslängd mellan 5 och 13 cm och därtill kommer en 7 till 18 cm lång svans. Vikten ligger mellan 10 och 63 gram. Pälsens färg på ovansidan varierar mellan olika nyanser av ljusbrun, gul, röd och grå. Ibland har de en något mörkare strimma längs ryggens mitt. Sidorna är något ljusare än ryggen och buken är ljusgrå till vit. Svansen är mer eller mindre väl täckt med hår och vid spetsen förekommer ofta en tofs. Dessa gnagare kännetecknas av en smal kropp, jämförelsevis stora öron och långa bakre extremiteter och långa klor.

## Ekologi
Gerbillus hittas i olika habitat. Några arter lever i torra och sandiga områden medan andra föredrar våtmarker. Regionen kan vara glest täckt med vegetation eller ha ett frodigt växtliv. Några arter som Gerbillus mesopotamiae hittas ofta i odlade områden samt i människans byggnader.
Arterna är huvudsakligen nattaktiva och de vilar i underjordiska bon som kan vara enkla jordhålor eller avancerade två till tre meter långa tunnelsystem. Födan utgörs av frön, rötter, nötter, gräs och insekter.
Honor av de flesta arter kan para sig hela året. Efter dräktigheten som varar i 20 till 22 dagar föds en till åtta ungar (oftast 4 eller 5). Ungarna är i början nakna, blinda och hjälplösa. De öppnar sina ögon efter två till tre veckor och efter cirka en månad slutar honan med digivning. En individ i fångenskap levde åtta år och två månader.

## Systematik
Vanligen fördelas släktets arter på tre undersläkten. Antalet arter varierar i olika taxonomiska avhandlingar mellan 35 och 60 och ibland klassificeras undersläktena som självständiga släkten. Här listas 38 arter enligt Nowak 1999.

### UndersläkteHandecapleura
- Gerbillus amoenus i Egypten och Libyen, kanske i angränsande länder.
- Gerbillus bottai i Sudan och Kenya.
- Gerbillus campestris i norra Afrika från Marocko till Somalia.
- Gerbillus dasyurus i Anatolien och på Arabiska halvön.
- Gerbillus famulus i Jemen.
- Gerbillus henleyi från Algeriet till Israel och Arabiska halvön.
- Gerbillus jamesi i Tunisien.
- Gerbillus mackillingini i sydöstra Egypten och angränsande områden av Sudan.
- Gerbillus maghrebi i norra Marocko[3].
- Gerbillus mauritaniae är bara känd från en enda individ som hittades i Mauretanien.
- Gerbillus mesopotamiae i Irak och västra Iran.
- Gerbillus muriculus i västra Sudan.
- Gerbillus nanus förekommer från Marocko över västra Asien till västra Indien.
- Gerbillus poecilops på sydvästra Arabiska halvön.
- Gerbillus pusillus från Sydsudan och Etiopien till Kenya.
- Gerbillus ruberrimus i Somalia och Kenya.
- Gerbillus stigmonyx i Sudan.
- Gerbillus syrticus i nordöstra Libyen.
- Gerbillus watersi i Somalia och Sudan.

### UndersläkteDipodillus
- Gerbillus harwoodi i Kenya och Tanzania.
- Gerbillus rupicola lever i Mali.
- Gerbillus simoni från östra Marocko till Egypten.
- Gerbillus somalicus i norra Somalia och Djibouti
- Gerbillus zakariai på ögruppen Kerkenna öster om Tunisien.

### UndersläkteGerbillus
- Gerbillus acticola i norra Somalia.
- Gerbillus agag från södra Mauretanien till norra Nigeria och Sudan.
- Gerbillus allenbyi vid Israels kustlinje.
- Gerbillus andersoni längs kusten från Tunisien till Israel.
- Gerbillus aquilus östra Iran, södra Afghanistan och västra Pakistan.
- Gerbillus cheesmani från Arabiska halvön till sydvästra Iran.
- Gerbillus floweri i nordöstra Egypten.
- Gerbillus gerbillus från Marocko längs Saharas norra och östra sida till Kenya.
- Gerbillus gleadowi Pakistan och nordvästra Indien.
- Gerbillus hesperinus vid Marockos västra kustlinje.
- Gerbillus hoogstraali i sydvästra Marocko.
- Gerbillus latastei i Tunisien och Libyen.
- Gerbillus nancillus i Sudan.
- Gerbillus occiduus finns bara i ett mindre område i sydvästra Marocko.
- Gerbillus perpallidus i nordvästra Egypten.
- Gerbillus pulvinatus från Somalia och Etiopien till Kenya.
- Gerbillus pyramidum nordöstra Afrika till Israel.
- Gerbillus riggenbachi från Marocko till Senegal och i västra Sahara.
- Gerbillus rosalinda i centrala Sudan.
- Gerbillus tarabuli hittas i nordvästra Afrika.